# Actium politum
Actium politum är en skalbaggsart som beskrevs av Thomas Casey 1887. Actium politum ingår i släktet Actium och familjen kortvingar. Inga underarter finns listade i Catalogue of Life.